# جوشکاری اصطکاکی اغتشاشی فلزات ناهمسان

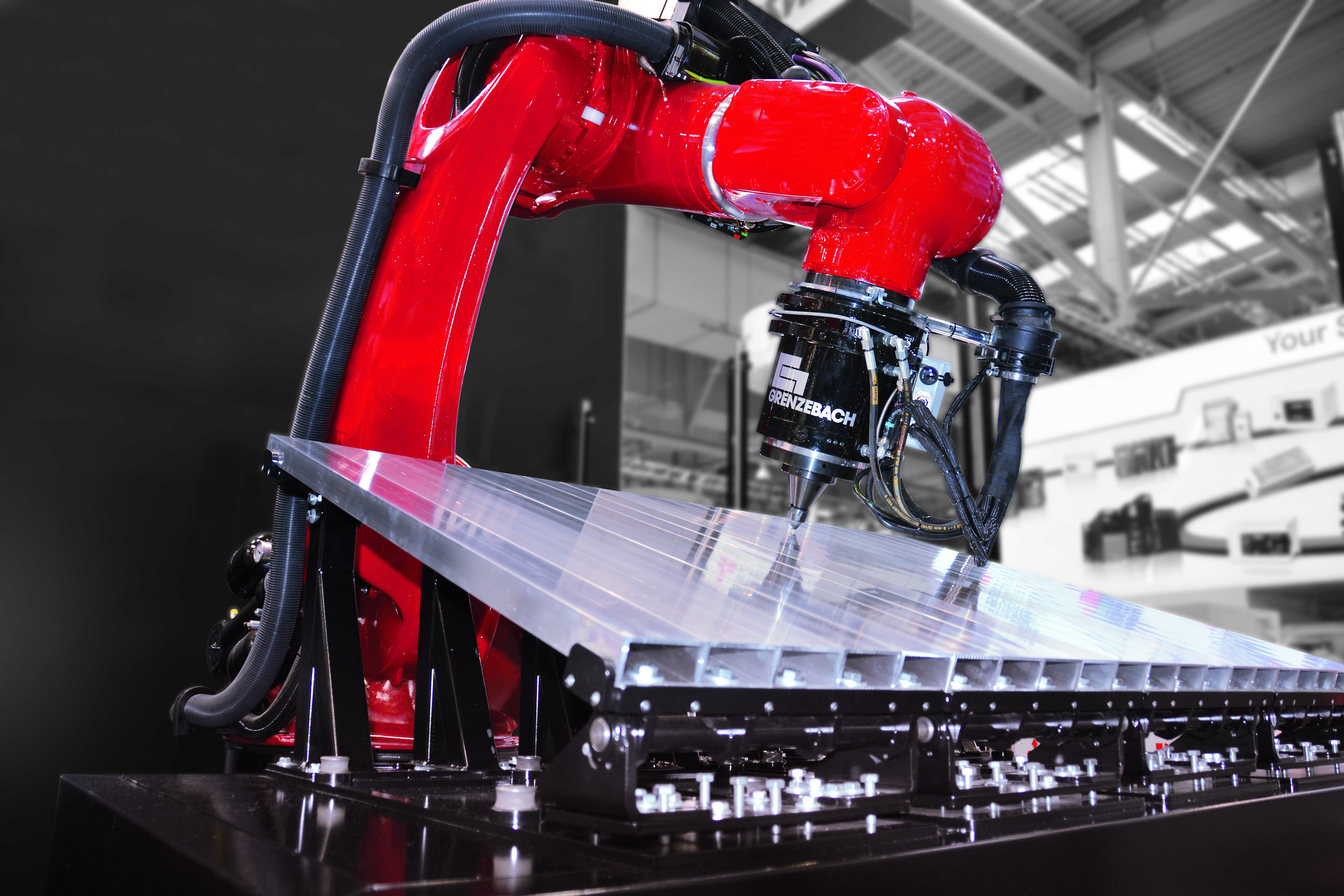

فرایند جوشکاری اصطکاکی اغتشاشی (به انگلیسی: Friction Stir Welding) در سال ۱۹۹۱ توسط موسسه جوشکاری انگلستان و با همکاری دانشگاه کمبریج، به عنوان یک روش اتصال حالت جامد اختراع شد و برای اولین بار برای جوشکاری آلیاژهای آلومینیوم به‌کار برده شد.
جوشکاری اصطکاکی اغتشاشی به عنوان مهم‌ترین پیشرفت در اتصال فلزات در دهه آخر قرن بیستم به حساب می‌آید و با توجه به انرژی مصرفی کم و عدم ایجاد آلودگی به عنوان یک فناوری سبز محسوب می‌شود. در این فرایند از گاز یا پوشش محافظ برای حفاظت از حوضچه مذاب استفاده نمی‌شود و همین مسئله موجب می‌شود این فرایند در دسته فرایندهای دوستدار محیط زیست قرار گیرد. این فرایند در دسته فرایندهای جوشکاری حالت جامد قرار می‌گیرد و از این فرایند برای اتصال دهی موادی که با فرایندهای متداول جوشکاری قابلیت جوش پذیری ندارند، استفاده می‌شود.
لازم به ذکر است از این فرآیند برای جوشکاری مواد پلیمری ( که از طریق جوشکاری های مرسوم مانند جوش قوس الکتریکی و غیره که  امکان اتصال وجود ندارد.) نیز استفاده می گردد . همچنین جوشکاری مواد کامپوزیتی پایه پلمیری و نانو مواد مانند نانو تیوب های کربنی و... نیز با این فرآیند در حال بررسی و تحقیق میباشد.  

## مکانیزم فرایند

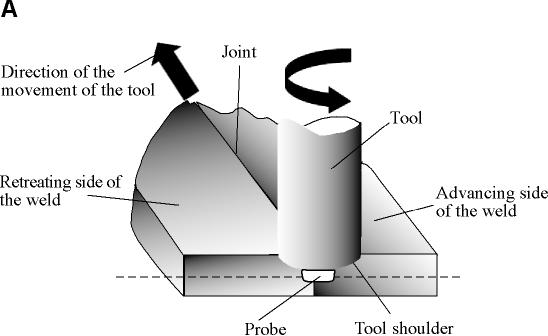
شماتیک روش جوشکاری اصطکاکی اغتشاشی.

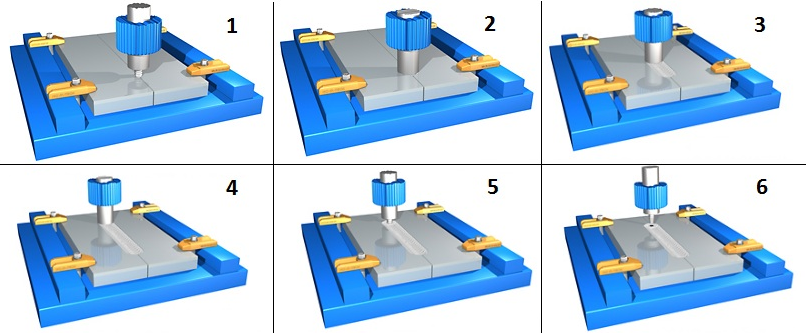
گامهای مختلف فرایند جوشکاری اصطکاکی اغتشاشی.

فرایند جوشکاری اصطکاکی اغتشاشی یک نوع فرایند جوشکاری حالت جامد می‌باشد که در آن اتصال به وسیله دوران یک ابزار غیر قابل مصرف انجام میگیرد. موادی که به وسیله این فرایند قابل اتصال هستند شامل: آلومینیوم، سرب، منیزیم، فولاد، تیتانیم، روی، مس و مواد کامپوزیتی هستند. اتصال بسیاری از آلیاژها که با استفاده از روش های ذوبی سخت یا غیر ممکن است با استفاده از این روش بسیار راحت صورت می گیرد. مراحل انجام فرایند به این صورت است که ابتدا یک ابزار با هندسه مشخص متشکل از شانه و پین که در حال دوران است، وارد درز اتصال می شود. در اثر اصطکاک ناشی از دوران ابزار درون مواد، حرارت و تغییر شکل پلاستیک ایجاد می گردد. زمانی که ابزار تا عمق مشخصی (طوری که معمولاً شانه مماس بر سطح باشد) درون مواد فرورفت، آنگاه تقریباً بعد از ۶۰ ثانیه ابزار شروع به حرکت انتقالی می نماید. حرکت انتقالی ابزار و همچنین حرارت ناشی از اصطکاک باعث پر شدن درز اتصال میشود. ناحیه ی اثر ابزار که در حین جوشکاری در پشت ابزار به صورت نواری روی سطح قطعات باقی می‌ماند، ردپای شانه ی ابزار نامیده می‌شود. به سمتی که سرعت زاویه ای ابزار هم جهت با سرعت جوشکاری است، سمت پیش رونده و به سمتی از اتصال که این دو سرعت در خلاف جهت یکدیگر باشند، سمت پس رونده گفته می‌شود. در واقع دو سمت یک اتصال با هم از نظر تجربه ی پدیده های ترمومکانیکی متفاوتند و در همه جا در بررسی عرضی فرایند جوشکاری اصطکاکی اغتشاشی از سطح مقطع این نوع جوش‌ها باید نواحی یادشده مشخص گردد.
فرایند جوشکاری اصطکاکی اغتشاشی روشی نوین برای اتصال آلیاژهای فلزی است. این روش دارای بازده بالا و سازگار با محیط زیست می‌باشد. ایده‌ی اصلی جوشکاری اصطکاکی اغتشاشی بسیار ساده می‌باشد. یک وسیله دوار مصرف نشدنی به همراه یک پین مخصوص به داخل قطعه‌کار فرو می‌رود و در راستای خط اتصال حرکت می‌کند. دو طرف قطعه‌کار در کنار هم محکم قرار داده می‌شود و پین وارد خط اتصال این دو می‌شود و همراه با دوران، طول خط اتصال را طی می‌کند. در این فرایند پین دو عمل اصلی را انجام می‌دهد: 
- گرم کردن قطعه‌کار توسط اصطکاک
- حرکت دادن مواد به منظور اتصال

گرما به کمک اصطکاک بین ابزار و قطعه‌کار و تغییر فرم پلاستیک قطعه ایجاد می‌شود. حرارت متمرکز شده باعث نرم شدن مواد اطراف پین می‌شود و ترکیب حرکت دوار و طولی پین، باعث حرکت مواد از جلوی پین به عقب پین می‌گردد. از طرفی شولدر که در بالای ناحیه‌ی خمیری قرار دارد با اعمال فشار بر روی مواد نرم شده امکان ایجاد اتصال میان دو فلز را به وجود می‌آورد. به علت ساختار هندسی پین، موادی که در اطراف پین حرکت می‌کنند به خوبی با یکدیگر ترکیب می‌شوند. با توجه به اشکال هندسی متفاوتی که پین می‌تواند داشته باشد، جریان ماده در اطراف پین دارای پیچیدگی‌های خاص خود می‌باشد. در جوشکاری اصطکاکی اغتشاشی مواد در گرمای بالا تغییر شکل زیادی می‌دهند که موجب ایجاد ساختار ریز و دانه‌های هم محور می‌شود. این ریز ساختار مناسب موجب خواص مکانیکی مطلوبی در اتصالات ایجاد شده توسط فرایند جوشکاری اصطکاکی اغتشاشی نیز می‌شود.
جوشکاری اصطکاکی اغتشاشی به عنوان اختراعی مهم برای جوش فلزات در دو دهه اخیر مطرح شده‌است.

## اتصال آلومینیوم به مس
آلومینیوم و مس دو فلز با خواص نسبتا مشابه در صنایع برق قدرت میباشند و قطعات انتقال برق آلومینیوم- مس به طور گسترده در این صنایع به کار برده میشوند. با توجه به دشواری های ساخت اتصال پایدار الکتریکی بین این دو فلز، در دهه های اخیر تلاشهای بیشتری در زمینه جوشکاری آلومینیوم به مس صورت گرفته است. با این وجود جوشکاری ذوبی آلومینیوم به مس بسیار دشوار است. علت این امر نیز تفاوت بسیار زیاد این دو فلز در خواص فیزیکی، شیمیایی، مکانیکی و تمایل به تشکیل ترکیبات ترد بین فلزی میباشد. بنابراین روشهای اتصال حالت جامد از جمله جوشکاری اصطکاکی اغتشاشی، جوشکاری انفجاری و ... بیشتر مورد توجه محققین قرار گرفته است. این روشها نیز خود دارای محدودیتهایی میباشند. به عنوان مثال در جوشکاری اصطکاکی مشکل تطبیق پذیری و در جوشکاری انفجاری مشکل ایمنی وجود دارد.
در سالهای اخیر کارهایی در زمینه جوشکاری اصطکاکی اغتشاشی آلومینیوم به مس صورت گرفته است و اتصال سالم این دو فلز انجام شده است، اما غالبا اتصال در آزمایش‌ها مکانیکی از ناحیه اغتشاش یا سطح تماس دو فلز دچار شکست میشود. برای توجیه این مساله دلایلی بیان شده است که از مهمترین آنها میتوان به ایجاد ترکیبات ترد بین فلزی مانند Al4Cu9، Al2Cu و ... و تشکیل لایه های اکسیدی کم استحکام Al2O3 و CuO در مجاورت ترکیبات بین فلزی اشاره کرد.
برای حل این مشکلات بایستی پارامترهای جوشکاری از جمله میزان آفست، سرعت دورانی و سرعت پیشروی ابزار به شکل درستی تنظیم شوند. از میان این پارامترها، آفست ابزار تاثیر بیشتری بر کیفیت اتصال و خصوصیات مکانیکی آن دارد.

## اتصال آلومینیوم به منیزیم
در سالهای اخیر در صنایع مختلف توجه بیشتری به آلیاژهای آلومینیوم و منیزیم با توجه به خواص ویژه آنها شده است. برای کاربردهای صنعتی این دو فلز در کنار یکدیگر، باید روشهای اتصال و جوشکاری مناسبی برای آنها ایجاد شود. در کارهای گذشته از روش جوشکاری اصکاکی اغتشاشی برای اتصال منیزیم استفاده شده است، اما اتصال آلومینیوم به منیزیم در سالهای اخیر به صورت محدود انجام شده است. بیشتر کارهای انجام شده نیز در زمینه اتصال آلومینیوم های کم استحکام صورت گرفته است. در جوشکاری اصطکاکی اغتشاشی آلومینیوم- منیزیم نیز مانند سایر اتصالات غیر همجنس، ترکیبات بین فلزی بسیار تاثیرگذار بر استحکام اتصال است. از جمله ترکیبات بین فلزی ایجاد شده میتوان به Al12Mg17 و Al3Mg2 اشاره کرد.

## اتصال آلومینیوم به تیتانیوم
در صنایع هوایی کاهش وزن سازه همواره مساله مهمی بوده است. یکی از راه های کاهش وزن سازه استفاده از فلزات مختلف با خواص متفاوت در کنار یکدیگر است. آلومینیوم با وزن و هزینه کم و تیتانیوم با خواص خوردگی عالی و استحکام بالا دو فلزی هستند که در کنار یکدیگر میتوانند بسیار موثر در کاهش وزن سازه باشند. برای اتصال این دو فلز، سابقا از روشهای جوشکاری نفوذی، لیزر و الکترون بیم استفاده کرده اند. اما روشهای لیزر و الکترون بیم نیاز به استفاده از گاز محافظ دارند و تجهیزات مورد نیاز برای همه این روشها بسیار پر هزینه است. بنابراین جوشکاری اصطکاکی اغتشاشی میتواند جایگزین مناسبی برای اتصال آلیاژهای آلومینیوم به تیتانیوم باشد.

## ویژگیهای اتصال آلومینیوم به فولاد
آلومینیوم به عنوان یک فلز سبک که دارای خصوصیات خوردگی و شکل پذیری خوب است شناخته می‌شود. از طرفی فولاد دارای خصوصیاتی مانند ارزان بودن و فراوانی و استحکام بالا می‌باشد. اما قیمت آلومینیوم نسبت به فولاد بیشتر است. این تفاوت در نمونه‌های آلیاژی که دارای استحکام به نسبت بالاتری هستند بیشتر خواهد شد. از طرفی استفاده از فولاد در سازه‌ها باعث افزایش وزن سازه خواهد شد که این امر خود هزینه‌های بعدی سیستم که شامل مصرف انرژی و مسائل زیست محیطی می‌گردد را افزایش خواهد داد. بنابراین ترکیب آلومینیوم با فولاد در تولید سازه‌های مکانیکی به خصوص در تولید سیستمهای حمل و نقل بسیار مفید خواهد بود. علاوه براین اتصال دو فلز آلومینیوم و فولاد در رنج وسیعی از مکانهای صنعتی مانند هوافضا و کشتی سازی می‌تواند مفید باشد.
یکی از مهمترین مزایای جوشکاری اصطکاکی اغتشاشی به روشهای ذوبی، کاهش میزان تشکیل ترکیبات بین فلزی در این روش میباشد. در روشهای حالت جامد میزان این ترکیبات به مقدار زیادی کاهش مییابد اما به کلی حذف نمیشوند. این ترکیبات بین فلزی آلومینیوم به فولاد که دارای اشکال مختلفی میباشند به شدت ترد بوده و موجب کاهش خواص مکانیکی اتصال میشوند.

## مشکلات جوشکاری آلومینیوم به فولاد
از مهمترین مشکلات جوشکاری آلومینیوم به فولاد می‌توان به موارد زیر اشاره کرد.
- اختلاف بالای دمای ذوب آلومینیوم و فولاد، ایجاد حوضچه‌ی جوش مناسب را مشکل می‌سازد.
- با توجه به حرارت ورودی بالا در جوشکاری ذوبی و تفاوت قابل ملاحظه ضریب انبساط و هدایت حرارتی آلومینیوم و فولاد، ایجاد تنش‌های بالا و بسیار پیچیده در ناحیه اتصال غیر قابل پیشگیری است.
- قابلیت ترکنندگی آلومینیوم روی سطح فولاد کم بوده و باعث کاهش قابلیت امتزاج آن‌ها می‌گردد.
- با توجه به اختلاف ساختار فولاد با ساختار BCC و آلومینیوم با ساختار FCC در اثر انحلال آن‌ها در یکدیگر، فازهای بین فلزی تردی با سختی بالا تشکیل می‌گردد. این پدیده باعث ایجاد ترک در جوش می‌شود. اصولاً در جوشکاری دو جنس مختلف یکی از عوامل مهمی که جوش را ناپایدار خواهد کرد، ایجاد همین ترکیبات بین فلزی می‌باشد. این ترکیبات که معمولاً در مرز مشترک دو فلز ایجاد می‌شود، استحکام اتصال را به مقدار زیادی کاهش خواهد داد. یکی از راه‌های جلوگیری از ایجاد این ساختار استفاده از جوشکاری حالت جامد است که مانع از افزایش دما تا حدی که ساختارهای بین فلزی ایجاد شود، می‌گردد[۱۵].

جوشکاری فلزات غیر هم‌جنس با استفاده از روش ذوبی بسیار پیچیده و مشکل است. بنابراین تحقیقات زیادی در مورد اتصال فلزات غیر هم‌جنس با استفاده از روش‌های جوش حالت جامد انجام گرفته‌است. بیشتر تحقیقات انجام شده در زمینه جوشکاری اصطکاکی اغتشاشی فلزات غیر هم‌جنس مربوط به آلیاژهای غیر هم‌جنس آلومینیوم می‌باشد. در مورد اتصال آلومینیوم به فولاد تحقیقات اندکی صورت گرفته‌است.

## آفست
تفاوت عمده میان جوشکاری اصطکاکی اغتشاشی دو فلز غیر همجنس با جوشکاری دو فلز همجنس تعریف پارارمتر جدیدی به نام آفست میباشد. در جوشکاری آلومینیوم به فولاد، آلومینیوم دارای دمای پلاستیک شدن کمتر از فولاد است، بنابراین اگر پین جوشکاری مانند اتصال دو فلز همجنس در مرز جوش حرکت کند، با بالا رفتن دما و ایجاد مذاب در ساختار فلز جوش، ترکیبات بین فلزی ترد ایجاد خواهد شد که منجر به کاهش استحکام میشود. از طرفی به علت استحکام بالاتر فولاد حرکت در مرز جوش باعث سایش سریع ابزار خواهد شد که این منجر به شکست ابزار و کاهش خواص استحکامی جوش خواهد شد. بنابراین برای جوشکاری فلزات با خواص متفاوت پین در فلز نرمتر وارد شده و با تنظیم آفست مقداری وارد فلز سختتر و با دمای ذوب بالاتر خواهد شد. به سمتی که در آن جهت دوران ابزار با جهت پیشروی ابزار هم جهت است سمت پیشرونده و به سمتی که جهت دوران ابزار با جهت پیشروی ابزار یکسان نمیباشد سمت پسرونده گفته میشود. در جوشکاری آلومینیوم به فولاد، برای ایجاد اتصالی مناسب بایستی فولاد در سمت پیشرونده قرار گیرد. در این حالت جریان پلاستیک که توسط پین جابجا میشود، با سطحی از فولاد که توسط سایش پین گرم و آماده شده است، تماس پیدا کرده و جوش مناسبی ایجاد میشود.

## ابزار جوشکاری اصطکاکی اغتشاشی
شکل مقابل ابزار جوشکاری اصطکاکی اغتشاشی استفاده شده را نشان می‌دهد. مطابق شکل شولدر ابزار یک زاویه سمت داخل دارد که مواد در حین عبور ابزار به واسطه دوران پین وارد محفظه حاصل از این زاویه شده و در هنگام عبور ابزار با نیروی زیاد به سمت پایین فورج میشوند. وظیفه اولیه پین در جوشکاری اصطکاکی اغتشاشی، بر هم زدن فلز خمیری شده و حرکت دادن فلز به پشت پین برای ایجاد یک اتصال مناسب میباشد. شکل هندسی پین نقش بسیار مهمی را در جریان ماده و کنترل سرعت ایجاد اتصال بر عهده دارد. قطر پين يکي ديگر از پارامترهاي قابل تغيير در دستگاه جوشکاري اصطکاکي اغتشاشي مي‌باشد. با توجه به نتایج بدست آمده از کار میشرا و همکارانش به طور کلي مي‌توان بيان داشت که کاهش قطر پين موجب سايش ابزار و نهايتا عدم اتصال مناسب مي‌شود. از طرف ديگر افزايش قطر پين بيش از ضخامت ورق نيز تأثيري بر کيفيت اتصال نخواهد داشت. بنابراين مي‌توان گفت که پين با قطري در حدود ضخامت ورق، مي‌تواند بهترين گزينه براي جوشکاري اصطکاکي اغتشاشي باشد.